# Sulfato de cadmio
El sulfato de cadmio es un compuesto químico. Su fórmula química es CdSO4. Está hecho de iones de cadmio y sulfato. El cadmio se encuentra en estado de oxidación +2.

## Propiedades
El sulfato de cadmio es un sólido blanco. Se disuelve fácilmente en agua. Es tóxico y cancerígeno.

## Preparación
El sulfato de cadmio se obtiene disolviendo carbonato de cadmio, óxido de cadmio o cadmio metal en ácido sulfúrico.

## Usos
El sulfato de cadmio se utiliza para electrodeposición de cadmio en circuitos electrónicos. También se utiliza para hacer sulfuro de cadmio, un pigmento. Se utiliza como electrolito en una batería determinada utilizada para hacer voltímetros precisos.